# Suikerbiet

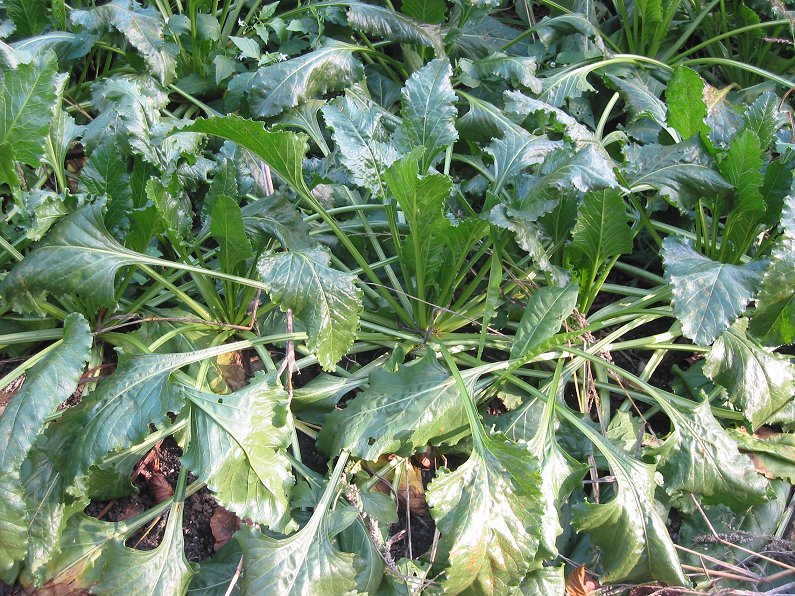
Suikerbietenplant

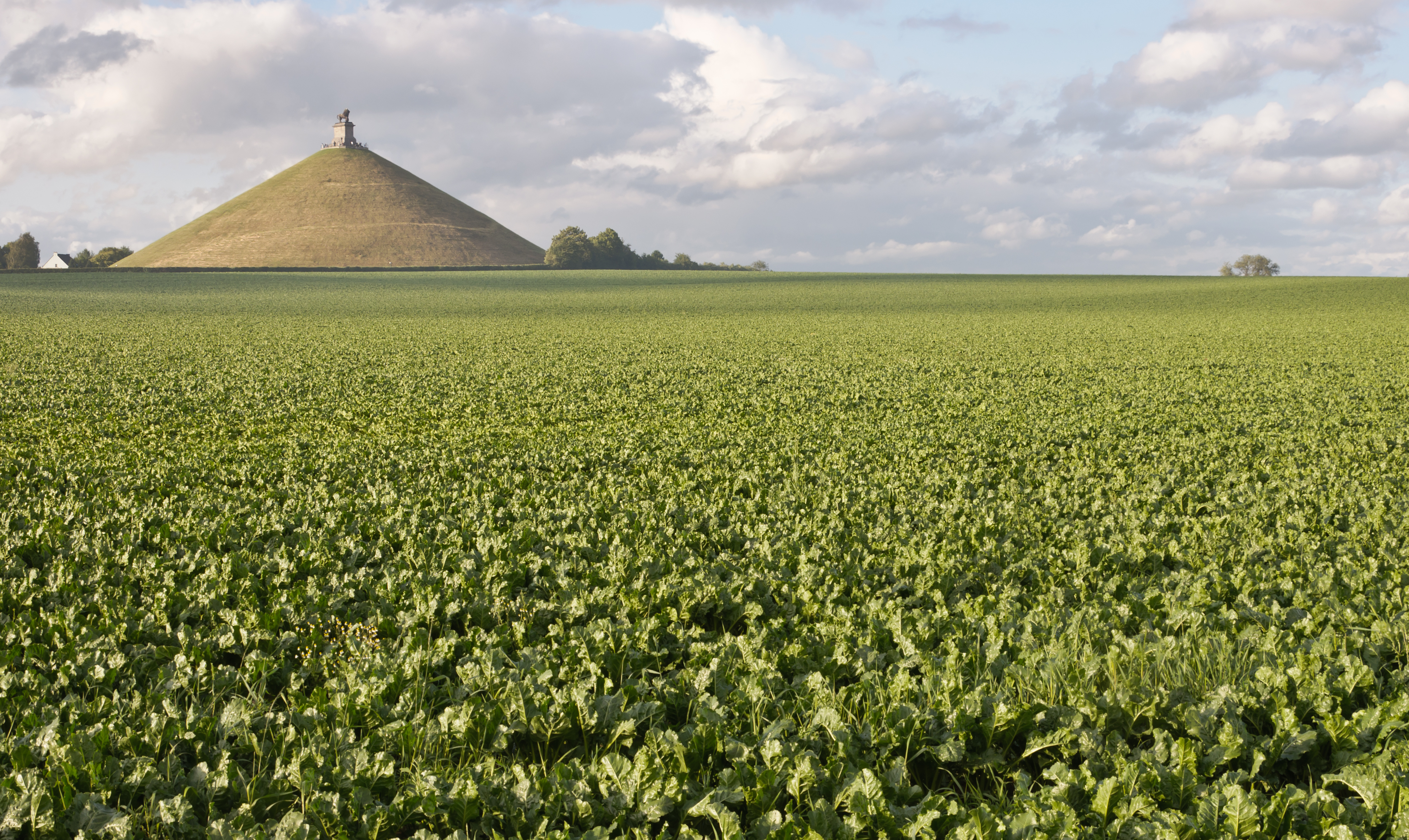
Suikerbietveld, Eigenbrakel, België

De suikerbiet of beetwortel (Beta vulgaris subsp. vulgaris var. altissima) is een wortelgewas dat wordt geteeld voor de winning van suiker (sacharose). De plant is een kweekvorm van de biet (Beta vulgaris subsp. vulgaris). Er zijn tal van rassen, die verenigd worden in de cultivargroep Altissima. Suikerbieten vormen net als aardappelen, tarwe en snijmais een van de meest geteelde gewassen in Nederland en België. Het gewas dient niet verward te worden met het kleinere gewas cichorei, waarvan de op bietenwortels gelijkende wortels worden verwerkt tot inuline en de zoetstof fructose.
De suikerbiet is in België en Nederland een belangrijke bron van suiker. De suikerbiet is eetbaar, maar is erg hard. De rode biet of kroot is een variant van de biet welke wel eetbaar is. De rode biet heeft voor de oogst de meest ideale vorm (een knol met slechts een dunne wortel in de grond zodat de bieten veel schoner geoogst zouden kunnen worden) maar het is de veredelaars niet gelukt om de krootvorm en een hoog suikergehalte te combineren. De voederbiet lijkt het meest op de suikerbiet. In feite is een voederbiet de oorspronkelijke suikerbiet welke onder andere voor een hoger suikergehalte is veredeld. Dat terwijl de voederbiet het lagere suikergehalte heeft moeten houden (een te hoog suikergehalte leidt bij een rund tot problemen in de pens). Daarnaast is ook de bladgroente snijbiet een variant van de beta vulgaris.
De plant wordt tot 80 centimeter hoog, de bloemen zijn geplaatst op een steel, zijn klein en hebben geen opvallende kleuren. De biet is een tweejarige plant. Het eerste jaar vormt de biet de energierijke wortel. Maar vooral in een koud voorjaar kan een biet al in het eerste jaar overgaan in de generatieve fase en vormt de plant een zaadstengel ('schieters'). Dit is voor het suikergehalte zeer ongewenst.
De suikerbiet heeft, ondanks dat het in tegenstelling tot mais, sorghum en suikerriet geen C4-gewas is, een hoge productie en dus een hoge CO2 - opname en dus hoge energieproductie. De teelt, vervoer en verwerking in een moderne fabriek kost minder energie dan de energie van de gewonnen suiker. Als voedingsstof maakt suiker en restproducten als pulp en melasse onderdeel uit van de koolstofcyclus en komt alle CO2 via mens, dier, schimmel of bacterie weer terug in de atmosfeer. De Nederlandse verwerker Cosun heeft echter ook een onderzoekcentrum voor een bredere benutting van suiker en de pulp.

## Geschiedenis

### Vroege geschiedenis

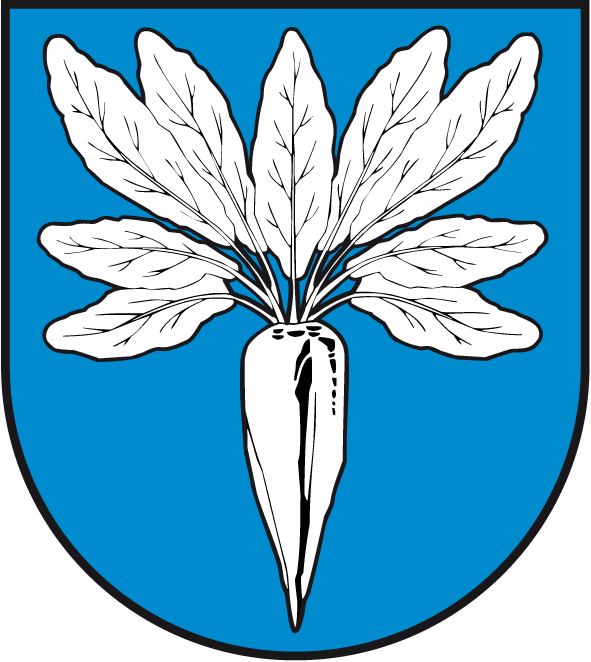
Omdat de suikerbietenteelt in sommige streken van groot belang is, duikt de suikerbiet op in verschillende stadswapens. Dit wapen is dat van de Duitse gemeente Klein Wanzleben.

Vóór de ontdekking van de suikerbiet als suikerbron was suikerriet na honing de voornaamste zoetstof. Suikerriet werd geteeld door slavenarbeid in tropische Europese kolonies – voornamelijk in de Caraïben – en de ruwe suiker werd naar Europa getransporteerd voor raffinage. Het was een luxeproduct bestemd voor de rijkere klassen.
In 1600 beschreef de Fransman Olivier de Serres in Le théâtre d'agriculture et mesnage des champs dat een suikersiroop kon worden gewonnen uit bieten, maar deze ontdekking bleef relatief onopgemerkt. De Duitser Andreas Marggraf slaagde er in 1747 in om het sap uit de bieten en wortelen te halen en de suiker te doen kristalliseren. Hij constateerde tevens dat het om dezelfde stof ging als de suiker in suikerriet. Franz Carl Achard zette Marggrafs werk verder en begon rond 1784 met diverse gewassen te experimenteren in zijn tuin te Kaulsdorf. Hij stelde vast dat de Silezische voederbiet (conisch en wit) het hoogste suikergehalte had, zij het variabel en niet veel meer dan enkele procenten. 
Door kundige teeltselectie wist Achard dit op te drijven van 1,6 naar 5 %. In 1801 richtte hij met de steun van koning Frederik Willem III van Pruisen de eerste bietsuikerfabriek op in het Silezische Kunern (tegenwoordig Konary in Polen). Niet veel verder, in Krayn (nu Krajno), richtte zijn vriend, baron Moritz von Koppy, in 1805 een iets grotere fabriek op, wat belangrijk bleek toen die van Achard twee jaar later afbrandde. In 1809 publiceerde hij zijn bevindingen in het boek Die europaïsche Zuckerfabrikation aus Runkelrüben. Ook opende hij in 1810 een school te Kunern waar hij de productie van bietsuiker onderwees aan studenten uit diverse landen. 
Ingevolge de Vrede van Tilsit (1807) werd Pruisen onderworpen aan het continentaal stelsel dat Napoleon een jaar eerder had ingesteld. Waar de Britten al de aanvoer van ruwe suiker uit de Franse koloniën hadden geblokkeerd, stokte door het embargo nu ook de aanvoer uit de Britse koloniën. De verkrijgbaarheid van rietsuiker kwam onder druk te staan op het continent en de prijs werd zeer hoog. Daarom ging Napoleon op zoek naar een alternatief. 
Voortbouwend op het Pruisische pionierswerk verordende hij in 1811 dat 32.000 ha akkerland moest worden toegewezen aan de suikerbietenteelt. Het resultaat was 7.000 ha en de oprichting van ruim veertig kleine suikerfabrieken. Het volgende jaar werd het areaal wettelijk opgedreven tot 100.000 ha en werden 334 fabrieken vergund (waarvan de helft ook werd gerealiseerd, vooral in Noord-Frankrijk en België). Cruciaal was ook de oprichting in 1812-1813 van een aantal (nochtans efemere) scholen waar een middenkader werd gevormd dat de technieken aanleerde. In Nederland kreeg het napoleontische beleid ingang door toedoen van prins-stadhouder Charles-François Lebrun. De eerste grote bietsuikerfabriek in Nederland werd in 1811 gebouwd in Oosterbeek. In België werd de eerste suikerfabriek in 1812 gestart in de abdij Ter Kameren. 
De napoleontische impuls werd al in 1813-1814 afgebroken door de ineenstorting van het Eerste Franse Keizerrijk en het weer volop beschikbaar komen van goedkoper suikerriet. Niettemin verdween de jonge nijverheid in Frankrijk zelf niet volledig. Tegen 1830 kwam het er tot een heropleving. Vanuit het gekortwiekte overzeese rijk (Martinique, Guadeloupe, Réunion) kon onvoldoende rietsuiker worden aangevoerd, zodat er ook een markt was voor de duurdere bietsuiker. De koloniale en maritieme belangen stonden in Frankrijk tegenover de landbouwsector, die geleidelijk het pleit won. Er werden tarieven ingesteld die de Cubaanse en Braziliaanse suiker duurder maakten en die toelieten dat de binnenlandse bietsuikerindustrie zich ontwikkelde. Een toonaangevende ondernemer was Louis Crespel-Dellisse. Op wetenschappelijk en technologisch gebied werd beduidende voortgang gemaakt. Machines werden ingevoerd uit Engeland. De zaadveredeling werd op punt gesteld door Louis de Vilmorin, wiens publicatie uit 1856 een botanische betekenis had die de suikerbiet oversteeg.
Ondertussen was de bietsuikerindustrie ook in de Lage Landen weer van de grond gekomen. In het jonge België begon Guillaume Mellaerts in 1834 een eerste fabriek in Sint-Truiden. Een ander project werd in 1836 gestart in Tienen en groeide uit tot de Tiense Suikerraffinaderij. Ook de suikerfabriek van Waterloo dateert uit dat jaar. Het was een geïntegreerd agro-alimentair bedrijf waar de teelt van suikerbieten en het raffineren van biet- en rietsuiker werden gecombineerd met het gebruik van reststromen voor veeteelt en distillatie van alcohol.
Nederland had door zijn koloniale rijk minder nood aan bietsuiker. De eerste fabriek werd in 1858 begonnen door De Bruyn in Zevenbergen. Het kostte de Nederlandse boeren tijd om te wennen aan de bietenplantages. Het zaad moest netjes in rijen worden gezaaid met zaaimachines, om ervoor te zorgen dat de bieten los van elkaar vrij konden groeien. Door de mooie rijen werd het wieden van onkruid eenvoudiger.

### Beendermeel
In de 19e eeuw werd beendermeel gebruikt om bietsuiker te ontkleuren, zodat hij de aantrekkelijke witte kleur verkreeg die de consument gewend was van rietsuiker. Charles Derosne was in 1811 verantwoordelijk voor deze innovatie. Dit beenzwart of deze beenderkool kende ook toepassing als meststof, en de vraag ernaar werd zo groot dat het de prijs van dierlijke botten opdreef. In die omstandigheden begon men ook menselijke beenderen te gebruiken, afkomstig van gesneuvelde soldaten uit massagraven. De Napoleontische Oorlogen hadden ervoor gezorgd dat deze grondstof in overvloed aanwezig was. Vanaf 1824 is er bewijs dat de massagraven van Leipzig – elf jaar na de Volkerenslag – op industriële wijze werden geëxploiteerd. Ook in Waterloo werden soldaten en paarden opgegraven ten behoeve van de suikerindustrie die er vanaf 1834 ontstond, alsook voor export naar Frankrijk. Verschillende kranten uit deze tijd schreven erover. Hoewel het een algemeen bekende praktijk was, werd deze door de journalisten sterk afgekeurd. Tegen het einde van de 19e eeuw waren nieuwe ontkleuringstechnieken beschikbaar en schijnt het fenomeen te zijn uitgedoofd. Het klonk nog door in de Tsjechische roman De lotgevallen van de brave soldaat Švejk uit 1923, waarin iemand tegen de hoofdpersoon zegt dat hij "vast ooit in de suiker zal belanden".

### Industrialisatie
Nadat de Napoleontische Oorlogen in 1815 waren afgelopen, stortte de teelt van suikerbieten weer in, omdat rietsuiker weer goedkoop werd. Na de afschaffing van de slavernij steeg de prijs van het suikerriet opnieuw. De suikerrietplantages werden namelijk voordien bewerkt door slaven, een zeer goedkope vorm van arbeid.
In de 20e eeuw maakt landbouwmechanisatie en eenkiemig zaad de bietenteelt veel eenvoudiger. De teelt van suikerbieten is sinds 1968 afhankelijk van de marktpolitiek van de Europese Unie. Sinds 2006 is een hervorming van de suikermarkt in de EU gaande met lagere prijzen voor suiker en suikerbieten. Boeren mogen daarnaast een maximale hoeveelheid suiker produceren via een quotasysteem. Het areaal kromp zo ver dat de EU netto importeur van suiker ging worden.
Hoewel suikerbieten eigenlijk niet te eten zijn vanwege hun hardheid, werden ze in Nederland tijdens de hongerwinter (1944/'45) in de Tweede Wereldoorlog toch gegeten, net als tulpenbollen. Men had er speciale raspen voor.
De wereldsuikerproductie verzevenvoudigde tussen 1900 en 1964. In de westerse wereld daalt de consumptie inmiddels licht vanwege gezondheidsperikelen en het gebruik van kunstmatige zoetstoffen. De toename van de wereldsuikerconsumptie zit vooral in landen als China en India.

### EU-suikermarktordening
In 1968 besloot de toenmalige Europese Gemeenschap tot een gemeenschappelijke ordening van de markt in de suikersector. Dit resulteerde in de EU-suikermarktordening. De EU had tot doel zelfvoorzienend te zijn in suiker en de boeren te voorzien van stabiele en hoge inkomsten. Dit werd bereikt via een stelsel van hoge importheffingen op suiker van buiten de EU, productiequota per land en minimumprijzen voor suikerbieten en suiker. De productie van zoetstoffen als alternatief voor suiker werd ook beperkt. Als een gevolg hiervan heeft de Europese suikerprijs altijd beduidend boven de wereldmarktprijs gelegen. Deze hoge prijzen leidde ook tot een hogere productie (circa 22 miljoen ton) dan noodzakelijk. De suikeroverschotten (circa 6 miljoen ton per jaar) werden verkocht op de wereldmarkt. Vanwege deze intensieve regulering was er weinig concurrentie in de suikersector en maakten suikerproducenten stabiele winsten.
Sinds 2006 zijn er vergaande hervormingen doorgevoerd in de marktordening voor de Europese suikersector. De doelen van deze hervormingen zijn een gezonde suikersector, meer concurrentie en toegang voor rietsuikerproducenten tot de EU. De nieuwe marktordening beschermt, gedeeltelijk, de Europese boeren en suikerfabrieken met een tariefmuur, maar er zijn tevens gelimiteerde productiequota voor de suikersector. Daarnaast voorziet deze marktordening in een onbeperkte toegang van rietsuiker uit de Minst Ontwikkelde Landen (MOL) en – tot 2015 nog met een limiet – Afrikaanse, Caraïbische en Stille Oceaan-landen (ACS-landen). Dit heeft geleid tot een sanering van de suikersector in de EU waarbij 800.000 hectare aan bietenteelt is ingeleverd en tevens is de EU van een exporteur veranderd in een importeur van suiker. In 2008 was de EU de grootste importeur van suiker.
Vanaf oktober 2017 werd het suikerquotum afgeschaft en werd de teelt van suikerbieten weer vrij. Telers krijgen leveringscertificaten van de suikerbietenfabrieken.

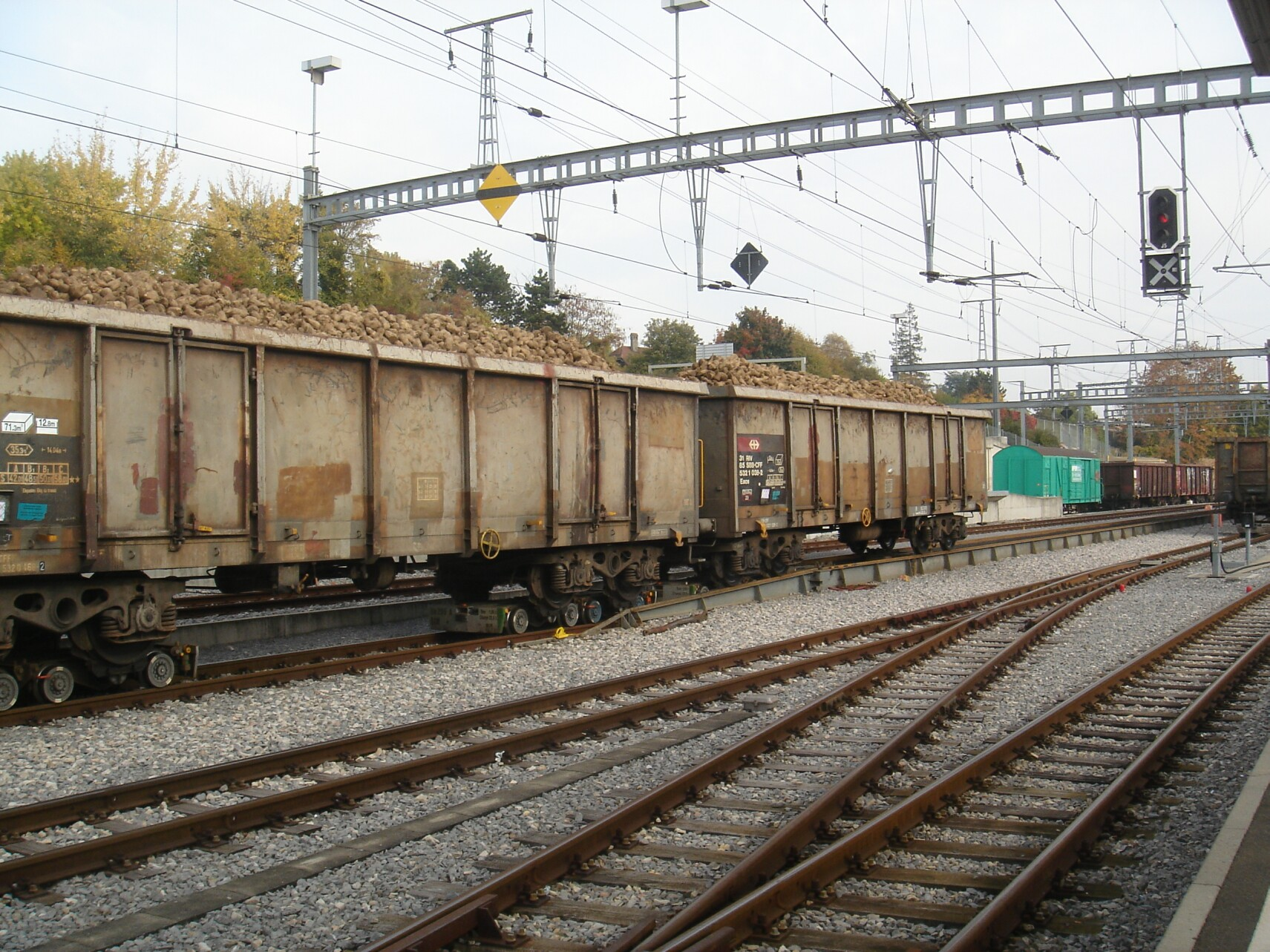
Suikerbiettransport per trein te Morges (Zwitserland)

Als gevolg van de hervormingen wordt de suikerbietenprijs vanaf 2006 in stappen verlaagd, tegelijkertijd krijgen de boeren de verlaging gedeeltelijk gecompenseerd. In de volgende tabel staat de prijsverlaging en de compensatie per ton (1000 kg) bieten met een suikergehalte van 16%.
| jaar     | prijsverlagings- percentage | prijs per ton bieten zonder compensatie in € | compensatie- percentage | prijs per ton bieten in € |
| -------- | --------------------------- | -------------------------------------------- | ----------------------- | ------------------------- |
| 2004     | 0                           | 45,14                                        | 0                       | 45,14                     |
| 2005     | 0                           | 43,12                                        | 0                       | 43,12                     |
| 2006     | 20                          | 32,90                                        | 60                      | 39,34                     |
| 2007     | 27,5                        | 29,80                                        | 60                      | 38,10                     |
| 2008     | 32,4                        | 26,70                                        | 64,42                   | 37,61                     |
| 2009     | 36                          | 26,30                                        | 64,42                   | 37,46                     |
| tot 2015 | 36                          | 26,30                                        | 64,42                   | 37,46                     |

## Teelt
Suikerbieten worden vooral geteeld in de gematigde klimaatzone. Het wereldareaal bedroeg tussen 2008 en 2011 gemiddeld zo'n 4 miljoen hectare met een opbrengst van gemiddeld 221 miljoen ton bieten. De suikerbiet houdt van een losse, vochtige grond en kan slecht tegen vorst. Als de suikerbiet bevriest, sterft de biet af en verliest deze tot drie keer zoveel suiker als een levende biet. Daarnaast zal een biet die bevroren is geweest door het afsterven snel gaan rotten. Met name het bevriezen van een berg reeds geoogste bieten is zeer schadelijk omdat een hele oogst verloren kan gaan. Om dit tegen te gaan kan een zeil over de gerooide bieten geplaatst worden. Als bieten bevroren geoogst en aan de fabriek aangeleverd worden zijn de problemen echter veel kleiner. Herfstweer met 's morgens slechts een paar graden vorst en overdag zon is voor een biet juist erg gunstig. Door de vorst maakt de suikerbiet immers extra suiker aan (dit effect is er in gunstige zin bijvoorbeeld ook bij spruiten en boerenkool). Dankzij de zon overdag kan de biet nog extra suiker produceren dankzij extra fotosynthese. In deze weersomstandigheden kan het suikergehalte soms wel een procent stijgen. Terwijl bewolkt weer met relatief warme nachten het suikergehalte zelfs doet dalen.
De grootste productie vindt plaats op het noordelijk halfrond, waarbij Frankrijk, Duitsland, de Verenigde Staten en Rusland de grootste suikerbietenproducenten zijn (in 2007). De Europese Unie is de op twee na grootste suikerproducent, na Brazilië en India, die vooral suikerriet telen.
Het zaaien gebeurt in de lente terwijl de bieten in de herfst geoogst worden. Het bietenzaad komt uit landen met een warmer klimaat dan Nederland of België, zoals Frankrijk. De suikerbiet is een tweejarige plant. In het eerste jaar worden reservestoffen opgeslagen in de wortel, die het jaar daarop worden gebruikt voor de bloei en de zaadproductie. Er komen echter ook planten voor die in het eerste jaar onder ongunstige omstandigheden een bloeiwijze vormen (schieten). Deze bieten moeten verwijderd worden voordat ze zaad vormen, om opslag (onkruidbieten) in het volgende gewas te voorkomen. Bovendien zijn ze ongewenst tijdens de oogst en verwerking van de rest van de bieten.
De oogst vindt plaats in de herfst (vanaf september), waarbij de wortelopbrengst per hectare gemiddeld in Nederland 65 ton was in de jaren 2003 tot en met 2007. De meeste bieten worden geoogst met een zesrijige bietenrooier, waarbij de biet wordt ontbladerd en daarna met messen wordt gekopt. Voor goed kopwerk is een regelmatige stand van de bieten noodzakelijk; bij te kleine bieten blijft er nog blad aan de biet zitten en bij te grote bieten wordt er te veel biet weggekopt.
Tot in de jaren 1970 werd bietenblad gebruikt als voer voor runderen. Onder meer door de betere oogsttechnieken en egalere rassen is het nu niet meer interessant. De bladeren (en bietenkoppen) blijven nu achter. Veelal is dit ongunstig. De vertering van bietenblad heeft een lage effectieve organische stof (voor behoud van de vruchtbaarheid grond is de teelt van bijvoorbeeld tarwe noodzakelijk) en de mineralen die vrijkomen spoelen in de winter meestal uit. Er vindt echter onderzoek plaats om bietenblad te gaan vergisten. Ook behoort de winning van de eiwitten uit het bietenblad tot de theoretische mogelijkheden.
De teelt van suikerbieten geschiedt geheel machinaal. Voor het machinaal zaaien worden de zaden, eigenlijk zaadkluwens met tegenwoordig één kiem, gepilleerd. Pilleren is het opvullen/omhullen van onregelmatige gevormde zaden, met als doel het zaad beter, sneller en preciezer te kunnen zaaien. Een ander doel is het meegeven van fungiciden en insecticiden om de plant gedurende de eerste groeifase te beschermen tegen schadelijke schimmels en insecten.

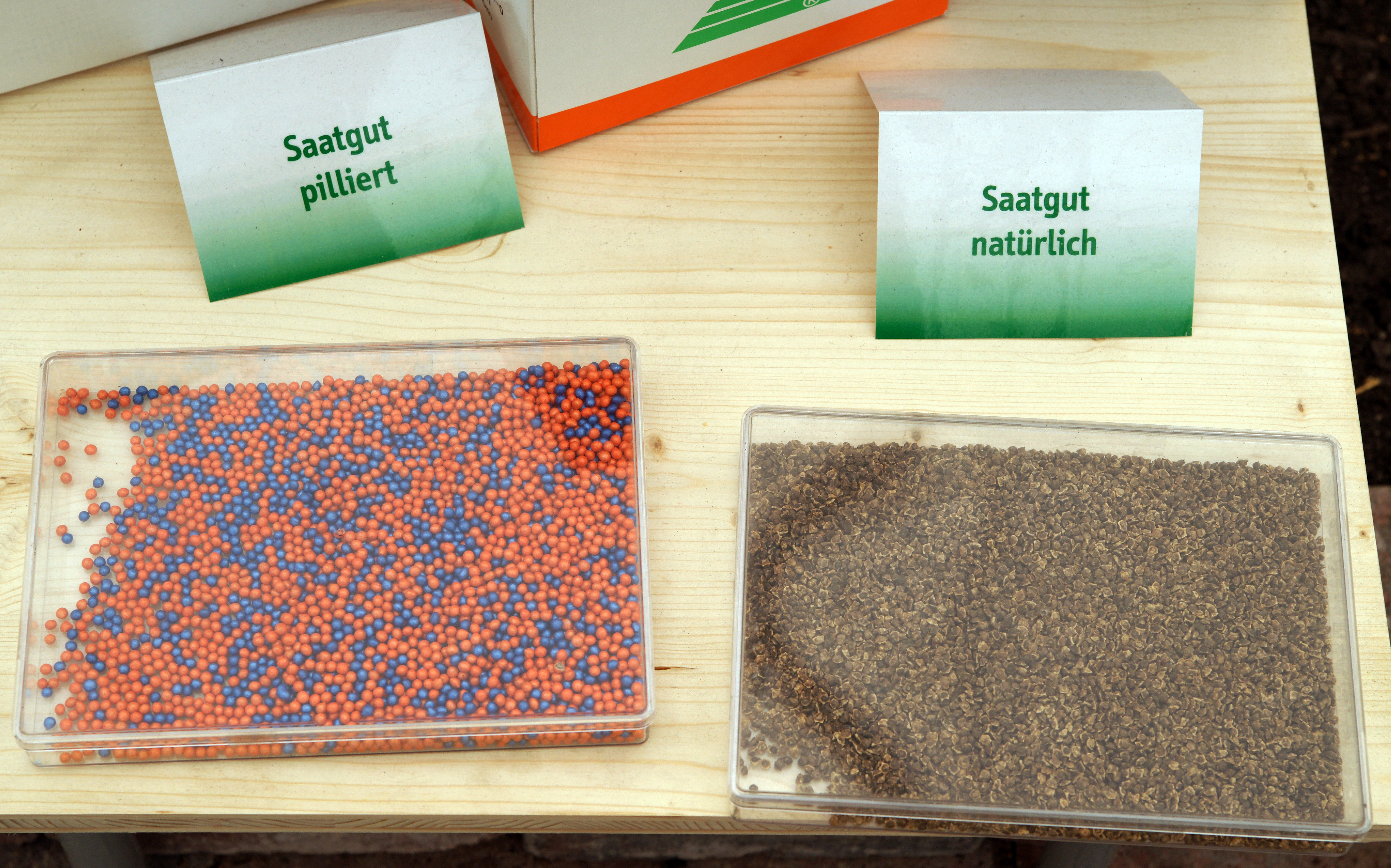
Gepilleerd (links) en gewoon zaad

Bij de teelt van suikerbieten kunnen talloze ziekten optreden, zoals bladziekten, veroorzaakt door Cercospora, meeldauw, of wortelziekten, bijvoorbeeld rotting veroorzaakt door Rhizoctonia solani. Ook kan er schade ontstaan door aaltjes en insectenlarven, zoals ritnaalden en het bietekevertje (Atomaria linearis) eten van de bietenplanten. Zie ook onder het kopje ziekten en aantastingen.
Gemiddeld bedroeg de opbrengst in Nederland in 2005 11.100 kg, in 2006 10.900 kg en in 2007 11.100 kg suiker per ha. De gemiddelde suikerbietopbrengst was in 2007 64.000 kg per hectare met een suikergehalte van 17,4%. De gemiddelde uitbetaalde suikerbietenprijs was in 2007 € 41,31 per 1000 kg bieten. De prijs hangt af van het suikerpercentage van de biet, de winbaarheid (het gehalte aan amino-stikstof, kalium en natrium), het tijdstip van levering en de hoeveelheid meegeleverde tarra.
Bedroeg het areaal in 2000 nog 110.000 ha, in 2015 was het gedaald tot 58.500 ha om daarna weer te stijgen. In 2017 is het areaal in Nederland gestegen naar ruim 85.000 hectare.

## Samenstelling
De biet van suikerbieten bevat gemiddeld:
| Drogestof                 | 24%   |
| Sacharose                 | 17%   |
| Andere Suikers            | 0,4%  |
| Eiwit                     | 0,5%  |
| Pectine                   | 2%    |
| Cellulose                 | 1%    |
| Hemicellulose             | 1%    |
| Aminostikstofverbindingen | 0,25% |
| Betaïne                   | 0,2%  |
| Kationen                  | 0,3%  |
| Anionen                   | 0,3%  |

### Winbaarheid
De winbaarheid van de hoeveelheid suiker in de biet wordt uitgedrukt in een winbaarheidsindex en is afhankelijk van:
- het suikergehalte
- de hoeveelheid schadelijke stikstof (α-aminozuren)
- de hoeveelheid kalium en natrium en
- de verhoudingen hiertussen.

1 maeq (milli-aequivalent of mval) α-aminoN geeft bij een gemiddelde melasse evenveel suikerverlies als 1 maeq kalium+natrium namelijk 0,061 gram suiker.

#### Suikergehalte
Van bieten met een suikergehalte lager dan 15% kan niet meer rendabel suiker gewonnen worden. Hoe hoger het suikergehalte des te meer suiker aan de biet onttrokken kan worden. In de bietenpulp blijft suiker achter en er verdwijnt ook suiker met de schuimaarde en het waswater van de bietenwortels. Bij elkaar is dit ongeveer 0,2 tot 0,4 % suiker. Daarnaast gaat er 1,8 tot 2,5 % suiker verloren in de melasse. Tot slot verdwijnt er door allerlei oorzaken, bijvoorbeeld door de vorming van invertsuiker, nog 0,2 tot 0,4 % suiker. Van een biet met bijvoorbeeld 16 % suiker kan zo 12,7 tot 13,8 % suiker gewonnen worden en die van 18 % 14,7 tot 15,8 %.

#### Schadelijke stikstof
De voor de winbaarheid schadelijke stikstof omvat stikstofhoudende stoffen, die tijdens de suikerwinning voor ongeveer 50% niet verwijderd kunnen worden en daardoor melassevormend werken. Het gaat hierbij om de α-aminozuren, waarvan de schadelijkste als niet-gebonden aminozuren en amiden in het celvocht voorkomen. Vooral glutamine en in mindere mate asparagine komen voor. Aminozuren kunnen zich als zuren of basen gedragen, al naargelang van de hoogte van de pH, maar bij de suikerwinning gedragen ze zich als een zuur. Bij afbraak van een aminozuur kan een organisch zuur of een primair amine gevormd worden. De aminen zijn goed oplosbaar in water en reageren als zwakke basen. Door afsplitsing van water kunnen aminozuren ook overgaan in amiden, die zich ook afhankelijk van de hoogte van de pH als base of zuur gedragen, maar zich bij de suikerwinning gedragen als een zuur. Daarnaast verlaagt de schadelijke stikstof de oplosbaarheid van suiker.

#### Kalium en natrium
Kalium en natrium verhogen de hoeveelheid melasse en zorgen zo voor een lagere winbaarheid. De melasse kan namelijk niet verder ingedikt worden dan tot een suiker/water verhouding van 2,5 tot 3,0 bij 35 tot 45 °C, omdat deze anders niet meer verwerkbaar is in roerzeven en centrifuges. Daarnaast verhogen ze de oplosbaarheid van suiker. Ze zijn gunstig als er veel schadelijke stikstof aanwezig is, omdat ze de pH van het dunsap verhogen.

#### Verhouding tussen schadelijke stikstof en kalium+natrium
De niet-suikers in het ruwsap kunnen onderverdeeld worden in pH-verlagende en pH-verhogende stoffen.
De pH-verhogende stoffen werken als zodanig, omdat ze geheel (oxaalzuur en fosforzuur) of gedeeltelijk (citroenzuur, appelzuur, zwavelzuur) door de kalktoevoeging neerslaan en met de schuimaarde afgevoerd worden of in het sap blijven zitten (kalium en natrium).
De pH-verlagende stoffen werken als zodanig, omdat ze door de kalktoevoeging neerslaan (magnesium en calcium) of omdat ze niet neerslaan (amiden, invertsuiker, aminozuren). De amiden gaan over in aminozuren en invertsuiker wordt afgebroken tot o.a. melkzuur.
Indien er te veel pH-verlagende stoffen aanwezig zijn, wordt de pH te laag en moet soda toegevoegd worden om corrosie van de kookpannen, afzetting van ketelsteen en de vorming van invertsuiker te voorkomen. Bij een bepaalde verhouding kalium+natrium/α-aminozuren (sommigen gaan uit van 1,8 of hoger) hoeft aan het dunsap geen soda toegevoegd te worden. In het dunsap zit gemiddeld drie keer zoveel kalium+natrium als schadelijke stikstof.

## Suikerfabrieken en bietencampagne

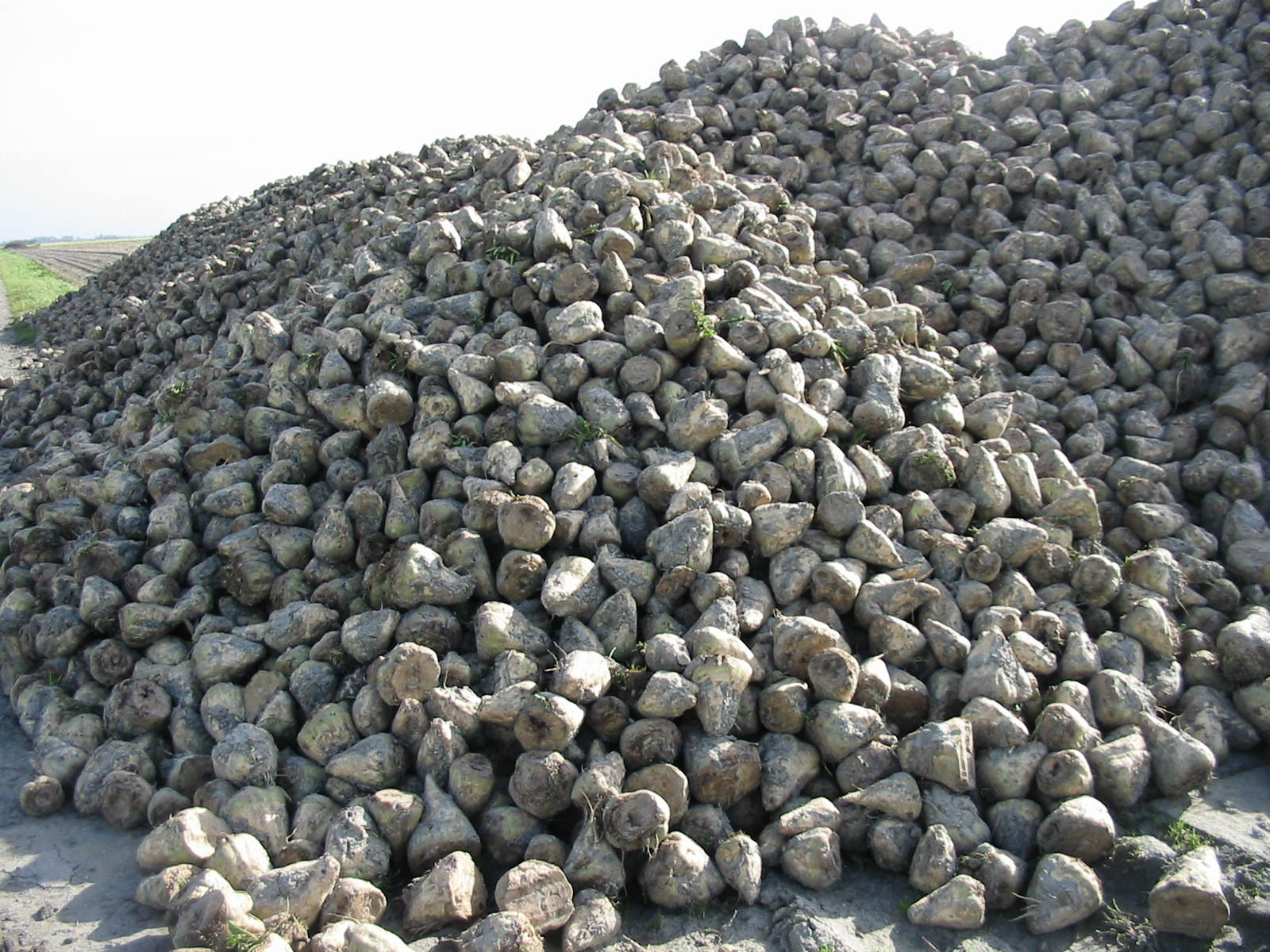
Een zojuist geoogste berg suikerbieten bij Renesse in Zeeland

Het verwerken van suikerbieten tot suiker is een kapitaalintensief proces. De suikerbieten worden in een periode van 3 tot 4 maanden verwerkt (de zogenaamde bietencampagne). Voor de rest van het jaar ligt de suikerfabriek stil. Suikerbieten moeten snel worden verwerkt omdat het suikergehalte na het oogsten snel terugloopt. Gemiddeld is zes ton bieten nodig voor het produceren van één ton suiker. Suikerbieten bevatten veel water en om transportkosten te drukken liggen de suikerfabrieken in de buurt van de bietentelers. In Nederland zijn deze gevestigd in Hoogkerk (Cosun Beet Company) en Dinteloord (Cosun Beet Company) en in België zijn deze gevestigd in Tienen, Fontenoy, Brugelette, Wanze, Oerle en vroeger ook in Moerbeke, Frasnes-lez-Anvaing en Veurne.
In suikerfabrieken wordt de suiker uit de bieten gehaald en geraffineerd. Tijdens de zogenaamde bietencampagne in de herfst worden de grote hoeveelheden bieten naar de fabrieken gebracht. Dat de bietencampagne gestart is valt vaak op doordat de binnenwegen waarover de bieten vervoerd worden zijn bedekt met een laag modder. Daarnaast vormen afgevallen bieten, die relatief groot en zeer hard zijn, een mogelijk gevaar voor het verkeer. Het overgrote deel van de bieten wordt geoogst tussen half september en half november. Later oogsten geeft risico's omdat de biet slecht tegen vorst kan. De verwerking vindt plaats van half september tot half januari. In deze periode wordt suiker uit de bieten gehaald. De rest van het jaar wordt gebruikt om de fabriek schoon te maken, te onderhouden en klaar te maken voor de volgende campagne.

## Het productieproces in een suikerfabriek
In de fabriek worden de bieten eerst gewassen en in reepjes gesneden (snijdsel). De suiker wordt in een diffusietoren aan de fijngesneden biet onttrokken met warm water. Dit warme water stroomt in tegenovergestelde richting langs het snijdsel, waardoor het ruwsap ontstaat dat ongeveer 14 procent suiker bevat. Het ruwsap moet echter eerst gezuiverd worden, men voegt daar onder andere kalk voor toe, dat later als schuimaarde in de landbouw als kalkmeststof wordt gebruikt, zie carbonatatie. Daarna dikt men dit dunsap in tot diksap. Dit gebeurt in in serie geschakelde indamppannen, waardoor de condensatiewarmte van de verdamping van de ene indamppan benut wordt voor de verdamping in de volgende indamppan. Met bijvoorbeeld 7 indamppannen wordt daardoor met 1 ton stoom 7 ton water verdampt en dus veel energie bespaard. Het diksap wordt verder ingedampt in een kookpan. Hier ontstaan de suikerkristallen. Om het ontstaan van suikerkristallen, en wel van gelijke grootte, mogelijk te maken dient er poedersuiker te worden toegevoegd. Door centrifugeren scheidt men de kristallen van de overgebleven stroop, die melasse genoemd wordt en apart wordt verkocht, bijvoorbeeld voor de productie van alcohol. Melasse kan ook worden verwerkt in veevoer; doordat het kleverig is kunnen er korrels van worden gemaakt. De kristalsuiker wordt goed gedroogd en opgeslagen in silo's. Gedurende de loop van het jaar wordt de suiker verpakt en vervoerd. Het snijdsel waaraan de suiker is onttrokken (pulp) dient als veevoeder. Deze wordt geperst (perspulp). Deze kan ook verder worden ingedroogd en door de toevoeging van melasse worden verwerkt tot brokken. Omdat het drogen van pulp na het persen veel energie kost wordt pulp vooral als perspulp afgezet.
Uit kristalsuiker worden diverse andere producten gemaakt, zoals basterdsuiker, poedersuiker en suikerklontjes. Ook bij de productie van minder voor de hand liggende suikerhoudende producten zoals verf en papier wordt suiker gebruikt. In Nederland worden de bieten meestal direct tot suiker verwerkt. In de suikerfabriek te Dinteloord wordt het diksap deels in silo's opgeslagen en verwerkt in de zomer (de zomercampagne). Ook staan in Dinteloord en Groningen speciale vergistingsinstallaties voor het vergisten van de bietenstaartjes tot biogas. De bietenstaartjes werden voorheen als veevoer afgevoerd. De laatste jaren wordt behalve bietenstaartjes ook een klein deel van de bietenpulp vergist. Het gros van de bietenpulp is bestemd als veevoer. 
De vergistingsinstallaties in Dinteloord en Groningen produceren jaarlijks zo'n 40 miljoen kuub biogas. Daarvan wordt ca. 20 miljoen opgewaardeerd tot groen gas, en geïnjecteerd in het aardgasnet. De rest van het biogas wordt tijdens de campagne gedroogd en ontzwaveld en met aardgas bijgemengd in de fabriek voor eigen energiegebruik.
Een suikerfabriek in Uelzen in Noord-Duitsland hergebruikt sinds 2003 het meeste water dat bij het productieproces wordt gebruikt of vrijkomt. Overtollig water wordt opgeslagen in spaarbekkens zodat het in het volgend seizoen als beregeningswater kan worden gebruikt. Bijna een miljard liter grondwater wordt volgens de fabriek zo per jaar bespaard.

## Suikerbiet in België en Nederland

### Suiker in België
In België worden suikerbieten verwerkt op 3 plaatsen: in Tienen en Wanze (door de Tiense Suikerraffinaderij) en in Fontenoy (door ISCAL Sugar).
De suikerfabriek in Oreye is sinds 1992 overgeschakeld van suikerbiet naar cichorei en verwerkt jaarlijks ongeveer 400.000 ton cichoreiwortels tot inuline, oligofructose en fructose. Het areaal van suikerbieten is ongeveer gehalveerd in de laatste dertig jaar, van 135.000 ha in het jaar 1982 naar 65.000 ha in 2011. De totale productie is niet evenredig verminderd, van de recordoogst van 8 miljoen ton in 1982 naar 5,267 miljoen ton in 2011, dankzij hogere opbrengsten per hectare (de campagne 2011 gaf een recordopbrengst van 82 ton suikerbieten per hectare
).

### Suiker in Nederland

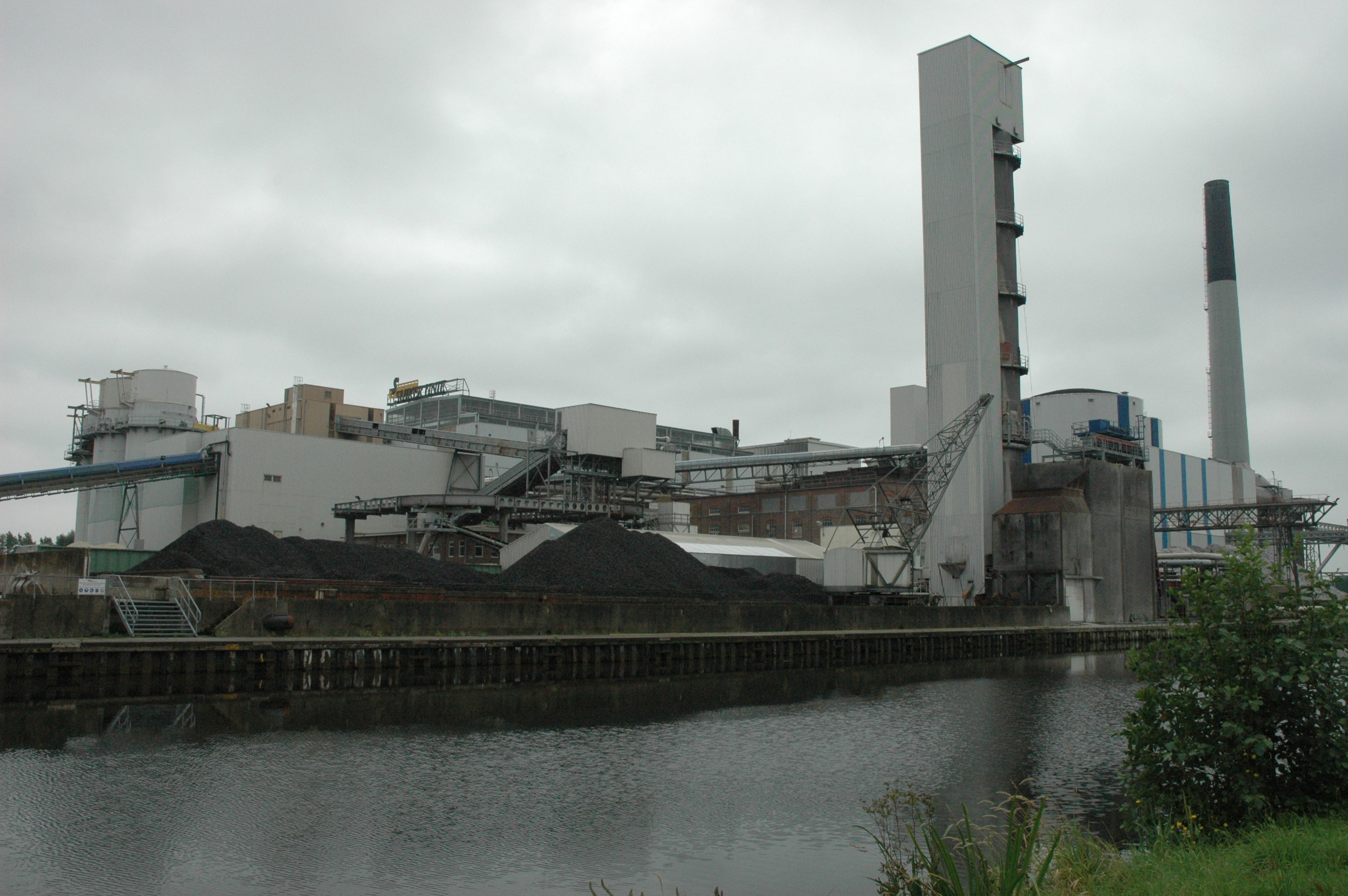
Fabriek Suiker Unie in Groningen

In Nederland werd in 2013 ongeveer 73.000 ha suikerbieten geteeld met een opbrengst van 78,2 ton suikerbieten per hectare. Bij een percentage van ongeveer 17% suiker levert dit ruim 13 ton suiker per hectare.

## Suikerfabrieken

### Cosun Beet Company
Nederland kent nog één concern dat suikerbieten tot suiker verwerkt: Cosun Beet Company (voorheen Suiker Unie). Cosun Beet Company is op coöperatieve leest geschoeid en is een dochteronderneming van Royal Cosun. In 2006 werd de suikerdivisie van CSM overgenomen door Cosun voor ruim 200 miljoen euro (+kassaldo).
In 2006 produceerde Suiker Unie circa 525.000 ton suiker en CSM ongeveer 296.000 ton. Dit zijn de enige producenten waarmee het totaal voor Nederland uitkomt op ruim 800.000 ton suiker. Veruit het grootste deel van deze suiker wordt verkocht aan industriële afnemers die het verwerken in eindproducten. Slechts een klein deel, ca 10-20% van het totaal, komt direct op de tafel van de consument terecht.
Ongeveer 13.500 suikerbietentelers zijn lid van de Coöperatie Koninklijke Cosun U.A.. Alle telers die aan Cosun leveren zijn lid van Cosun. Voor de telers geldt een leveringsplicht, alle bieten worden bij Suiker Unie verwerkt in de suikerfabrieken bij Dinteloord en Hoogkerk (Vierverlaten). De fabriek bij Puttershoek is eind 2004 gesloten en de fabriek bij Groningen heeft in 2007 haar laatste campagne gedaan.
CSM is geen coöperatie. Bijna alle telers die suikerbieten leveren aan CSM zijn aangesloten bij de Nederlandse Bietenfederatie. Er bestaat een contractuele relatie om bieten te leveren. Cosun en CSM verstrekken de telers zaad bij wie ze vervolgens weer de bieten afnemen. Vanwege deze onderlinge afhankelijkheid van teler en suikerfabriek kwam een overstap van CSM naar Suiker Unie of omgekeerd nauwelijks voor. CSM Suiker had één suikerfabriek in Hoogkerk (Vierverlaten), ten westen van Groningen. Deze fabriek is inmiddels overgedragen aan Suiker Unie. De fabriek in Breda is begin 2005 gesloten, hoewel de productie van vloeibare suiker voor de voedingsmiddelenindustrie, basterdsuiker en stroop (vooralsnog) gehandhaafd blijft.

### CSV COVAS
Per 1 mei 2009 zijn de Coöperatieve Suikerbietentelers Vereniging (CSV) uit Noord-Brabant en de Coöperatie voor de Afzet van Suikerbieten (COVAS) uit Limburg in een fusie samengegaan. Per 1 mei 2014 had CSV COVAS circa 1650 leden met een gezamenlijk areaal van circa 11.200 hectare suikerbieten.

#### Covas
In Limburg verzorgt Covas voor 1100 leden de complete afzet van in totaal 6000 hectare suikerbieten. Covas beschikt daartoe over een verlaadstation in Born. Het verlaadstation beschikt over een installatie voor het uitschonen van grond. De bieten gaan verder per schip naar Suiker Unie.
Naast deze transportactiviteiten verzorgt Covas ook teeltbegeleiding en de verkoop van een aantal bijproducten van de suikerindustrie, zoals bietenpulp voor veevoer en de kalkmeststof BETACAL (schuimaarde) voor bouwland. Voor een goede marktwerking in suikerreferenties beschikt Covas over een Suikerbeurs.

#### CSV
CSV is een coöperatie van suikerbietentelers in Oost-Brabant met 1300 leden die hun bieten van in totaal 5200 hectare aan CSV leveren. CSV zorgt voor het hele traject van de zaadbestellingen tot de uitbetaling aan de leden. CSV biedt een begeleiding van telers en teeltomgeving (zoals loonwerkers), gericht op een maximaal rendement voor de telers.

### Geschiedenis in Nederland
In vergelijking met de rest van Europa kwam de productie van suiker in Nederland laat op gang. In 1858 wordt in Zevenbergen de eerste Nederlandse suikerfabriek opgericht. Rond 1874 zijn er 23 fabrieken. Technische en chemische vernieuwingen waren voor sommige fabrieken niet op te brengen en een aantal sloten hun poorten. In 1890 waren er in de provincie Noord-Brabant, toen de provincie met de meeste suikerfabrieken, 21 fabrieken: Bergen op Zoom (3), Oud en Nieuw Gastel (3), Roosendaal (3), Zevenbergen (3), Oudenbosch (2), Steenbergen, Geertruidenberg, Oosterhout, Princenhage, Standdaarbuiten, Werkendam en Etten-Leur. Ook werden er fabrieken opgericht in Sas van Gent (2), Oud-Beijerland, Puttershoek, Halfweg, Lemelerveld, Hoogkerk en Groningen. Geleidelijk werden als gevolg van schaalvergroting steeds meer fabrieken gesloten.

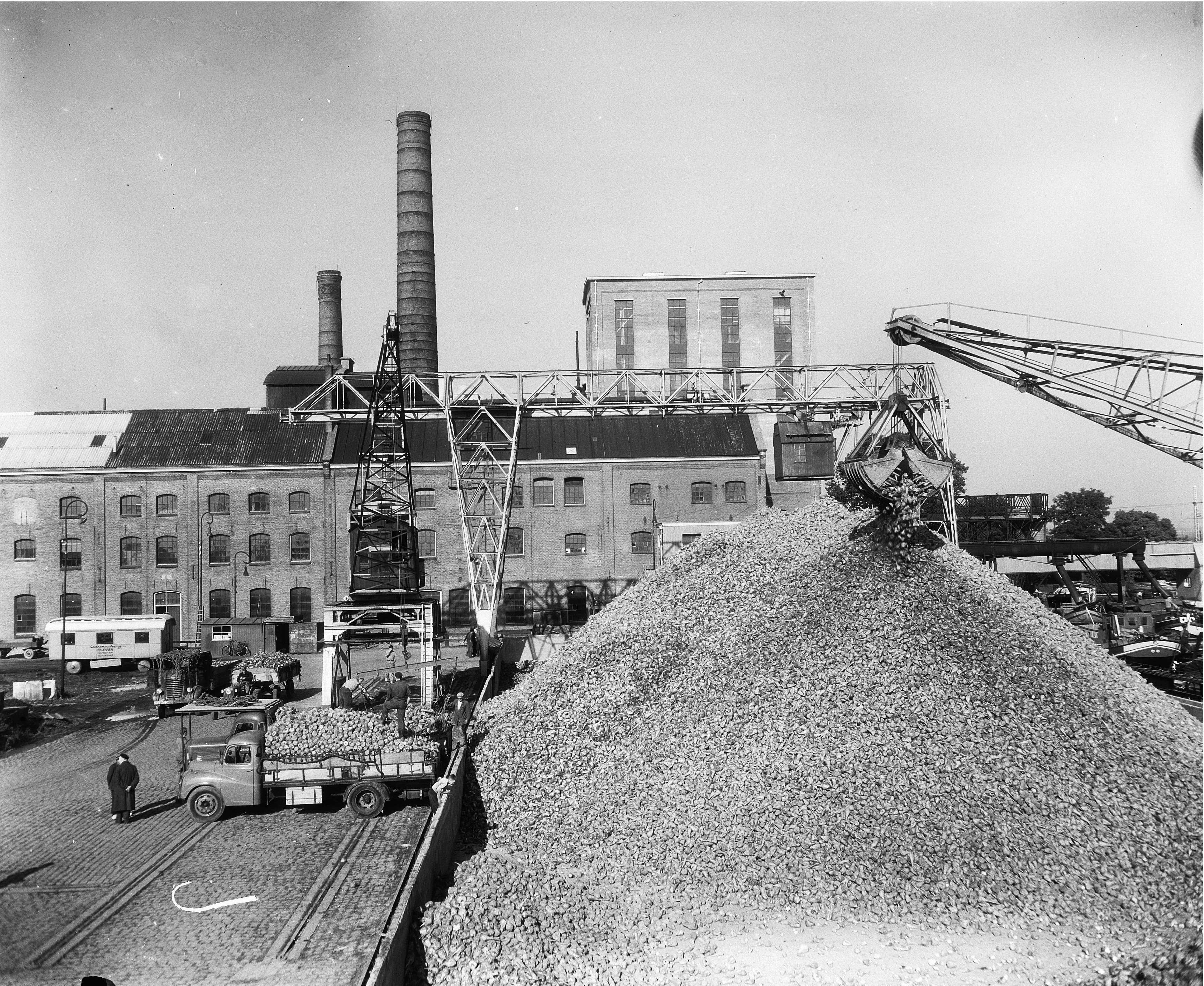
Suikerbietencampagne in volle gang bij de Suikerfabriek in Halfweg in 1955

## Ziekten en aantastingen
Suikerbietplanten kunnen aangetast worden door verschillende ziekten en plagen, o.a.
- virussen, rizomanie dat wordt overgebracht door de obligate parasitaire protozoa Polymyxa betae en vergelingsziekte (overgebracht door bladluizen);
- schimmels, Cercospora (Cercospora beticola), Rhizoctonia (Rhizoctonia solani), Ramularia (Ramularia beticola), meeldauw (Erysiphe betae), roest (Uromyces betae);
- insecten zoals het bietekevertje (Atomaria linearis), verschillende insectenlarven zoals die van kniptorren (ritnaald) en langpootmuggen (emelt) en andere ongewervelden als springstaarten en miljoenpoten;
- bietencysteaaltjes; het wit bietencystenaaltje (Heterodera schachtii) en het gele bietencysteaaltje (Heterodera betae).

## Onderzoek voor de teelt voor ethanol en 'groen' gas
Door Acres is middels een proefinstallatie onderzoek gedaan naar de verwerking van de gehele suikerbiet tot ethanol. Bij de teelt voor uitsluitend de productie van ethanol komt de opbrengstprijs per ton bieten echter uit op slechts 30 euro per ton. Bij de teelt voor uitsluitend de productie van 'groen' gas zou men uitkomen (bij gebruik bij een warmtekrachtkoppeling) op een kostprijs van 9,2 cent per kWh. Daarnaast vindt hierbij uiteraard verdringing plaats van de teelt van voedingsgewassen.

## Afbeeldingen

Plant
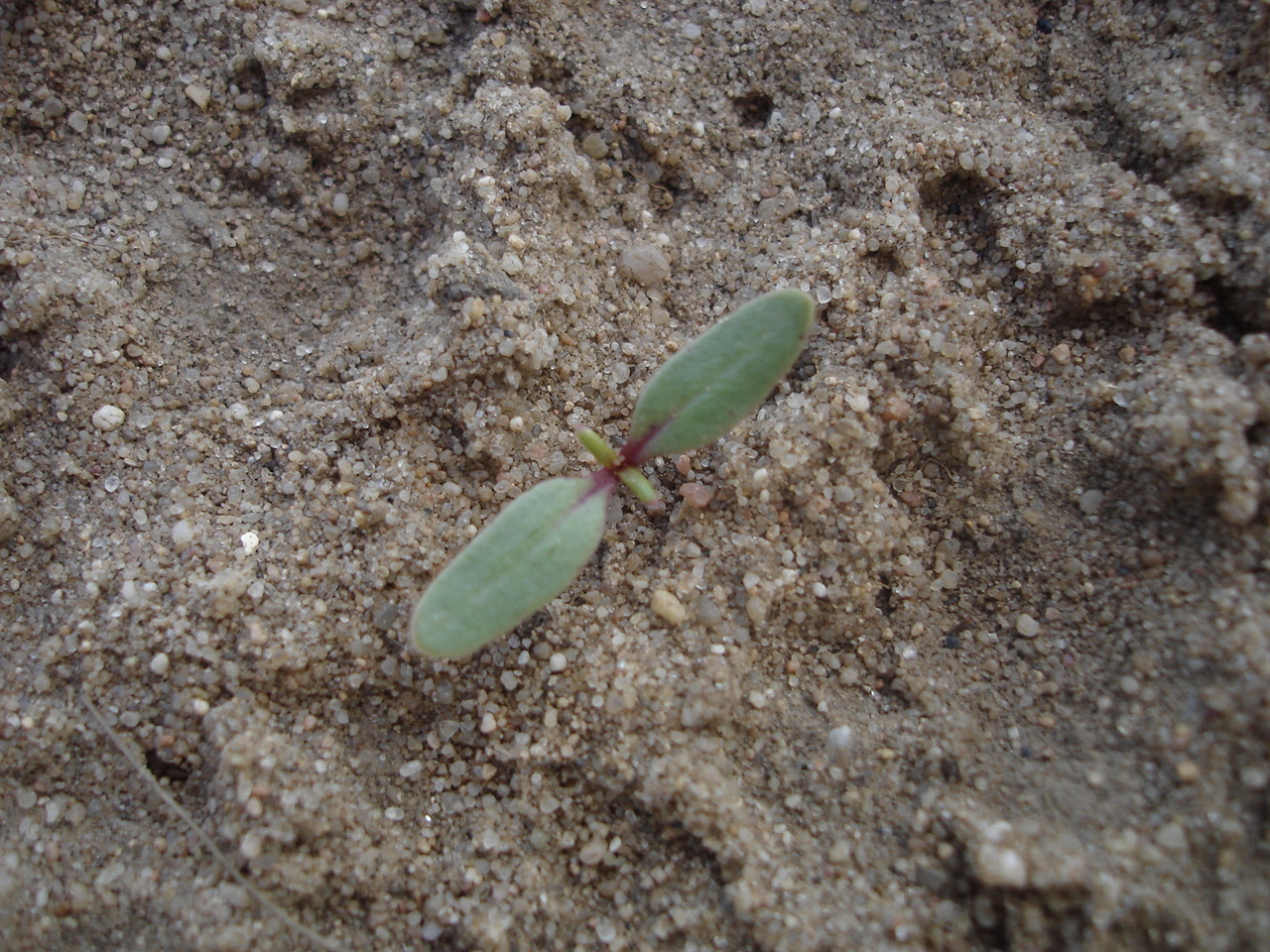
Ontkiemend zaad
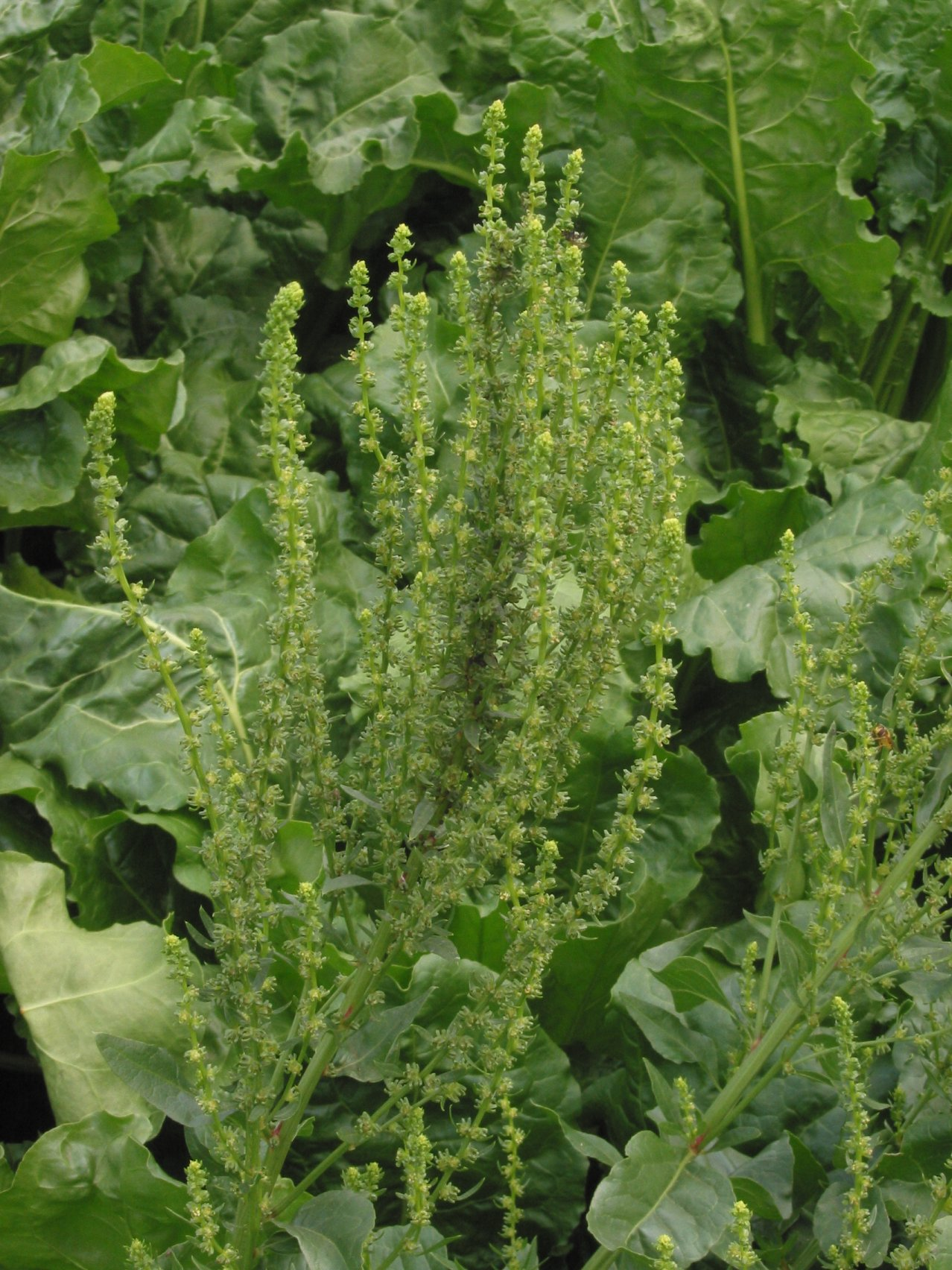
Bloeiwijze
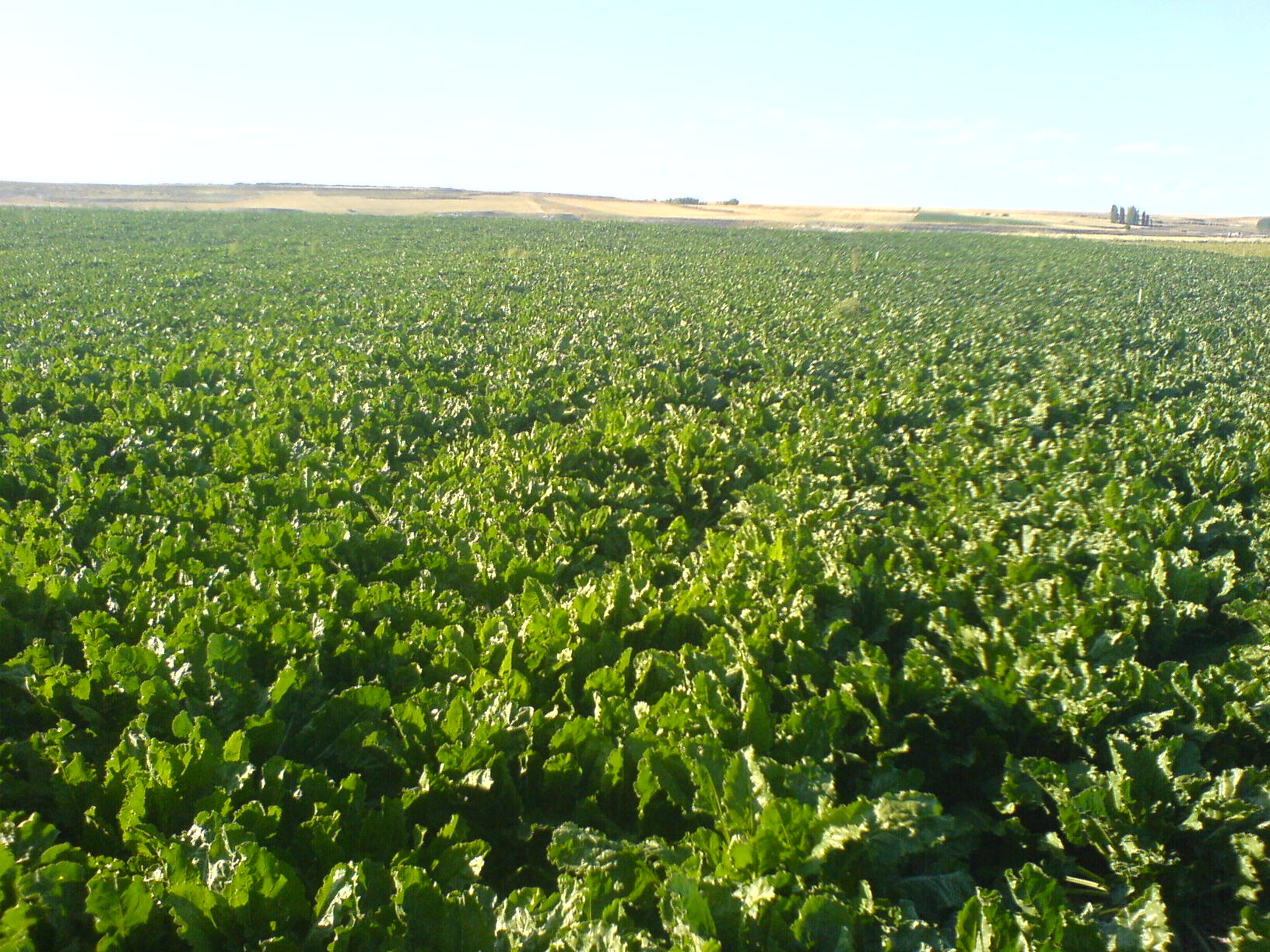
Een bietenveld
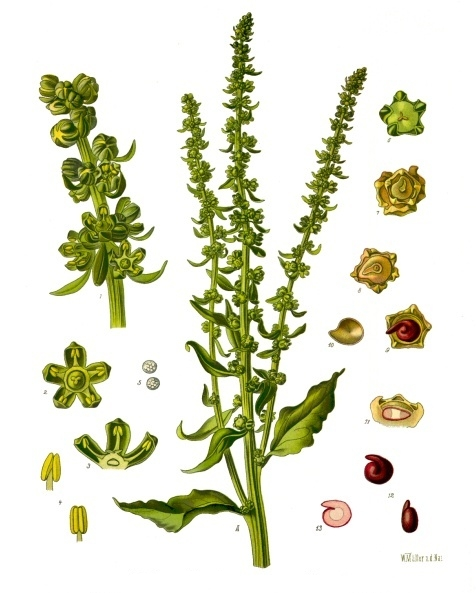
Schematische tekening

Oogst
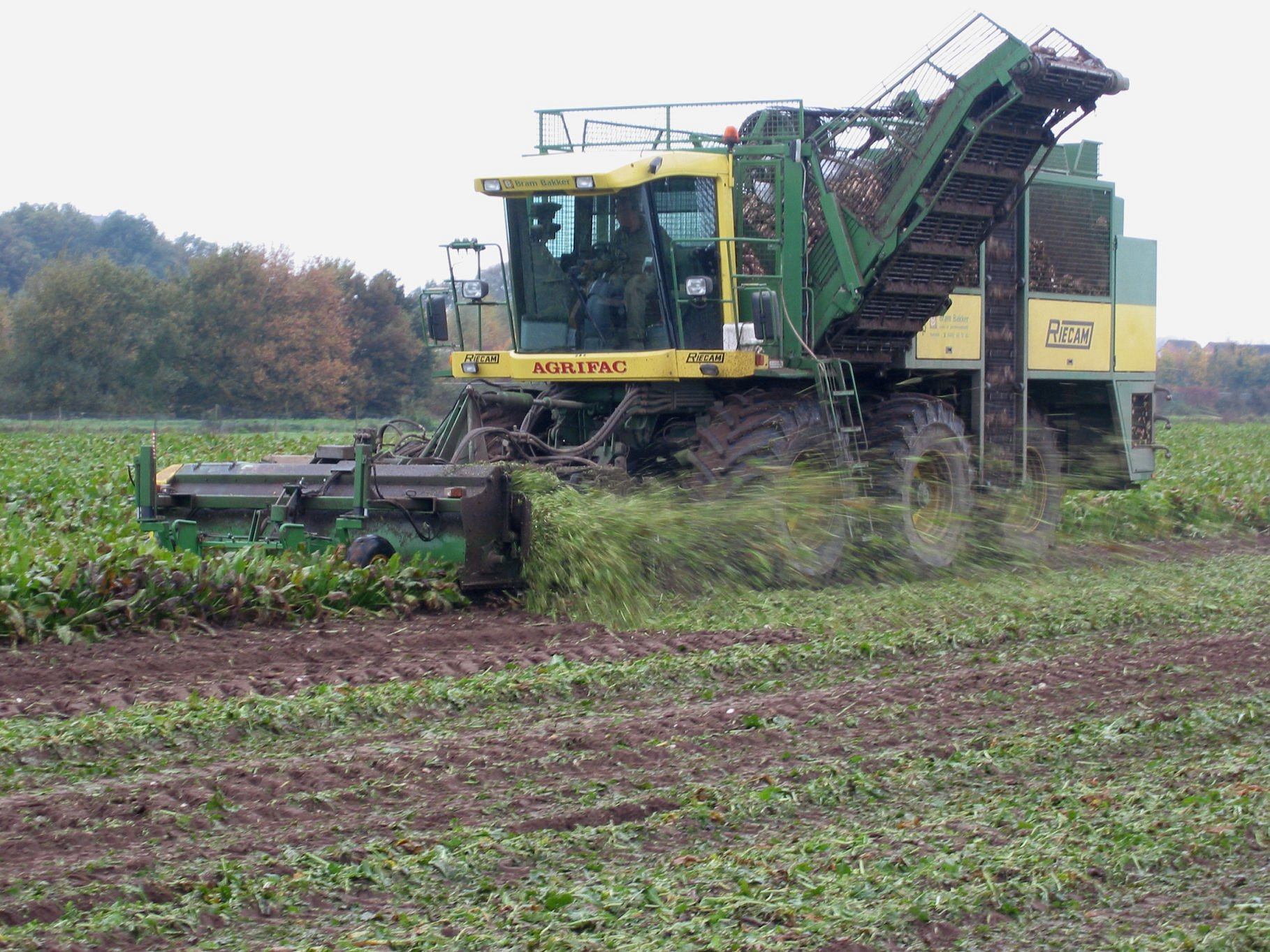
Suikerbietenrooier aan het werk
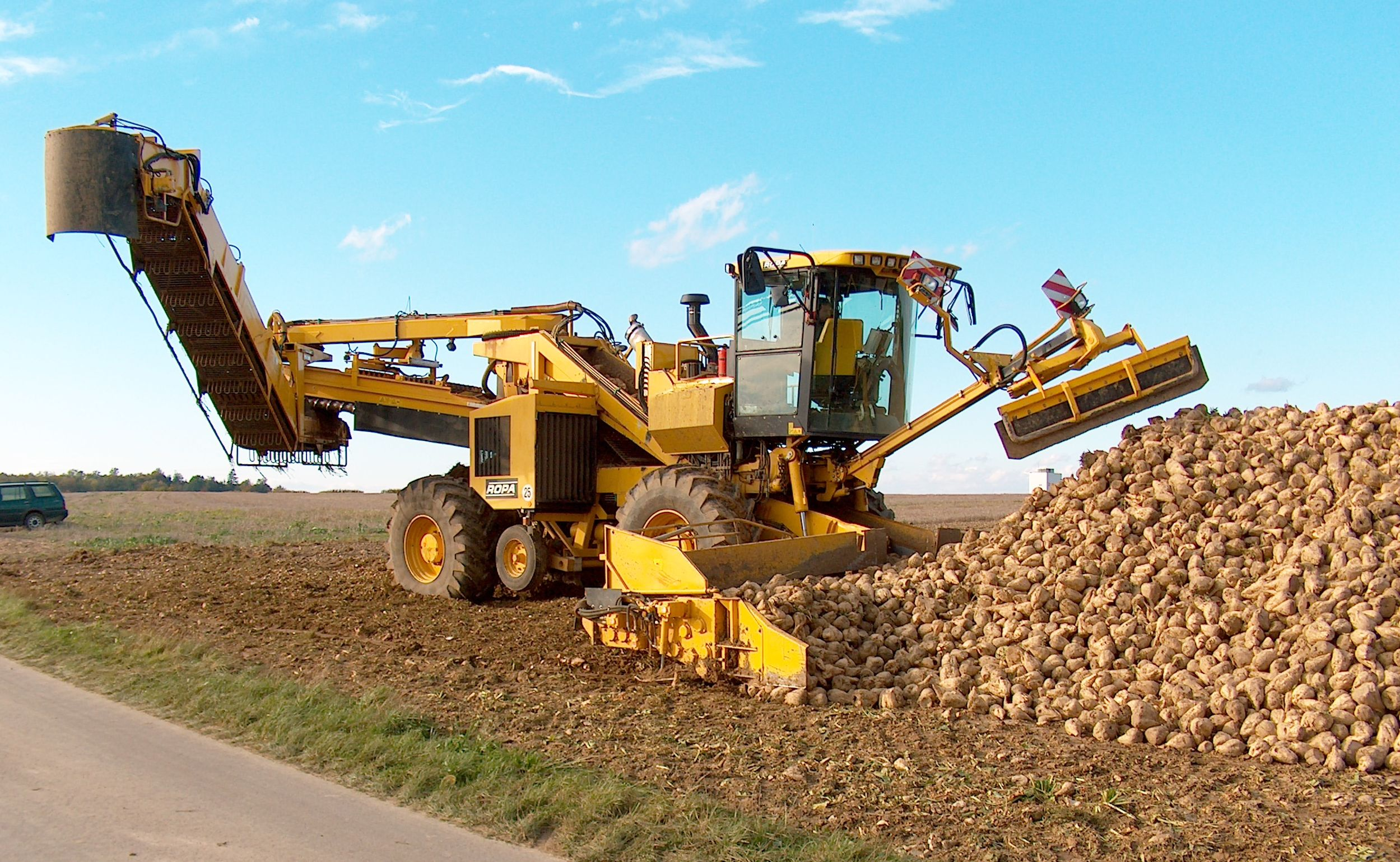
Deze machine (invoer rechts) pakt de bieten op, zeeft de grond uit en laadt ze in vrachtwagens
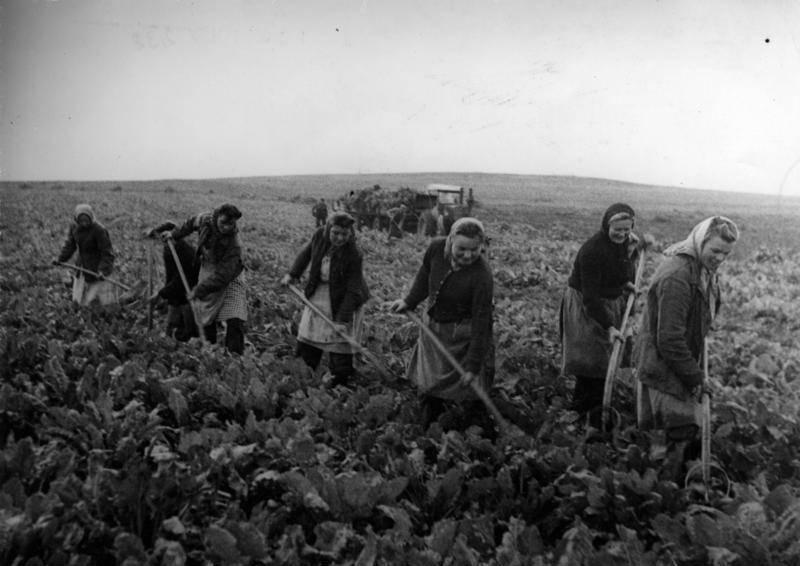
Oogst van suikerbieten in Saksen-Anhalt, 1948
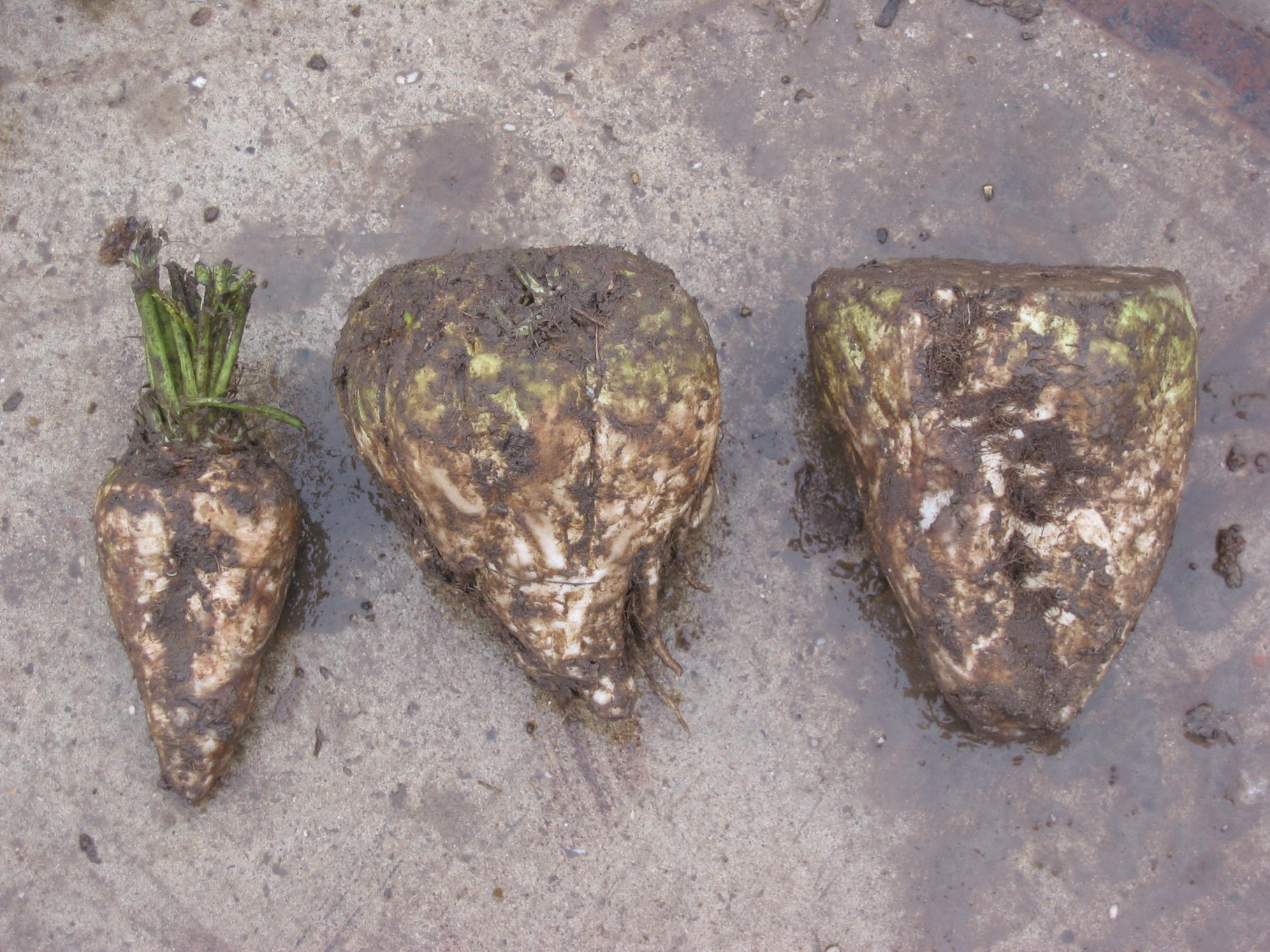
De middelste biet is goed gekopt, de rechtse te diep en de linkse te hoog

Schade en plagen
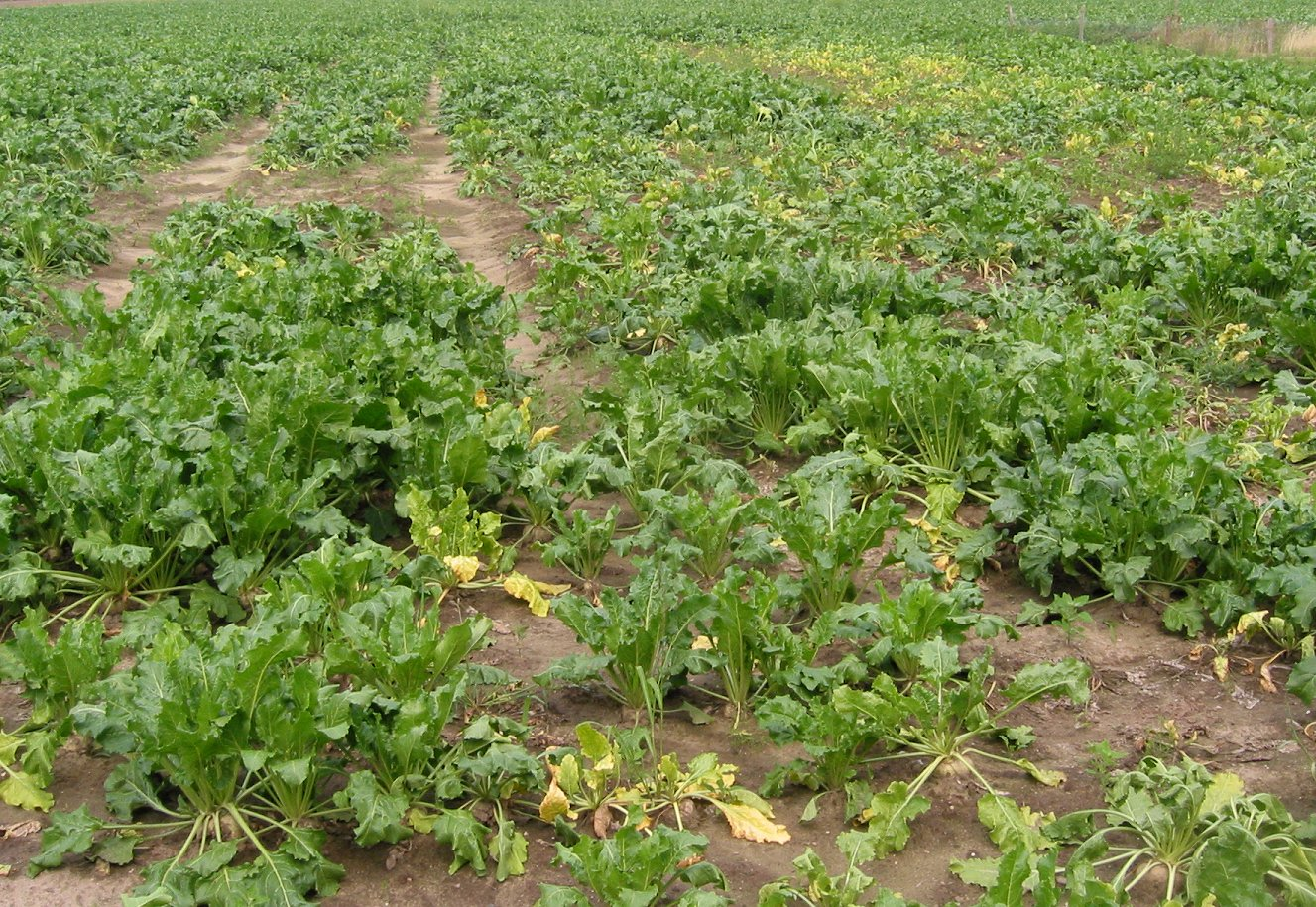
Structuurschade
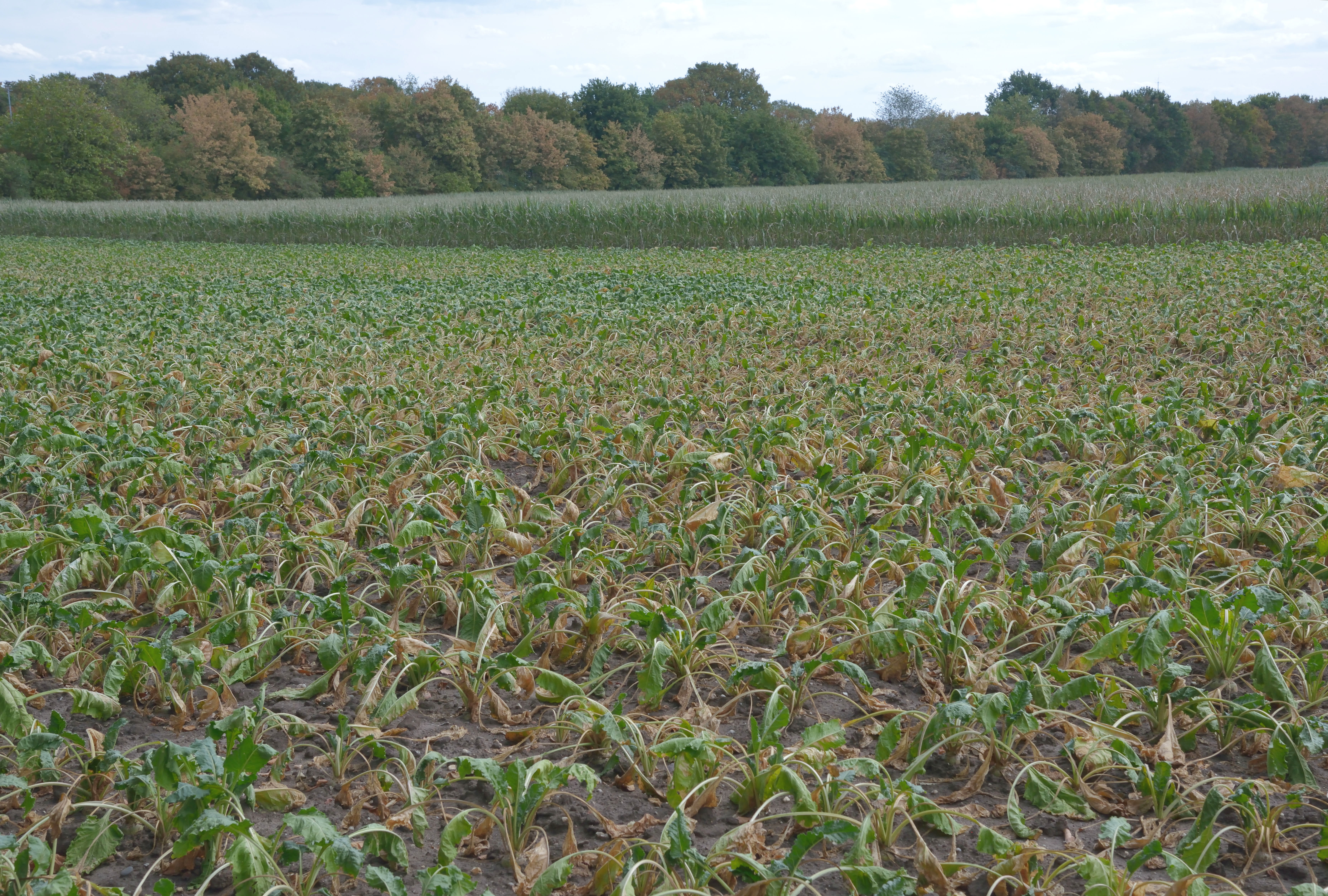
Verdrogende suikerbieten
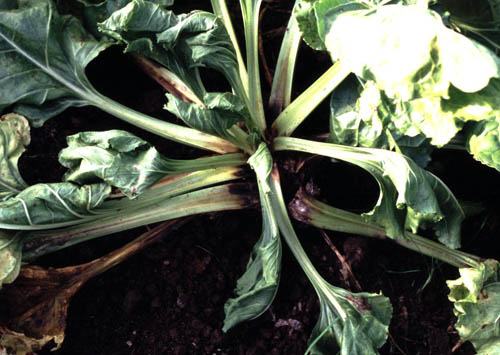
Wortelrot
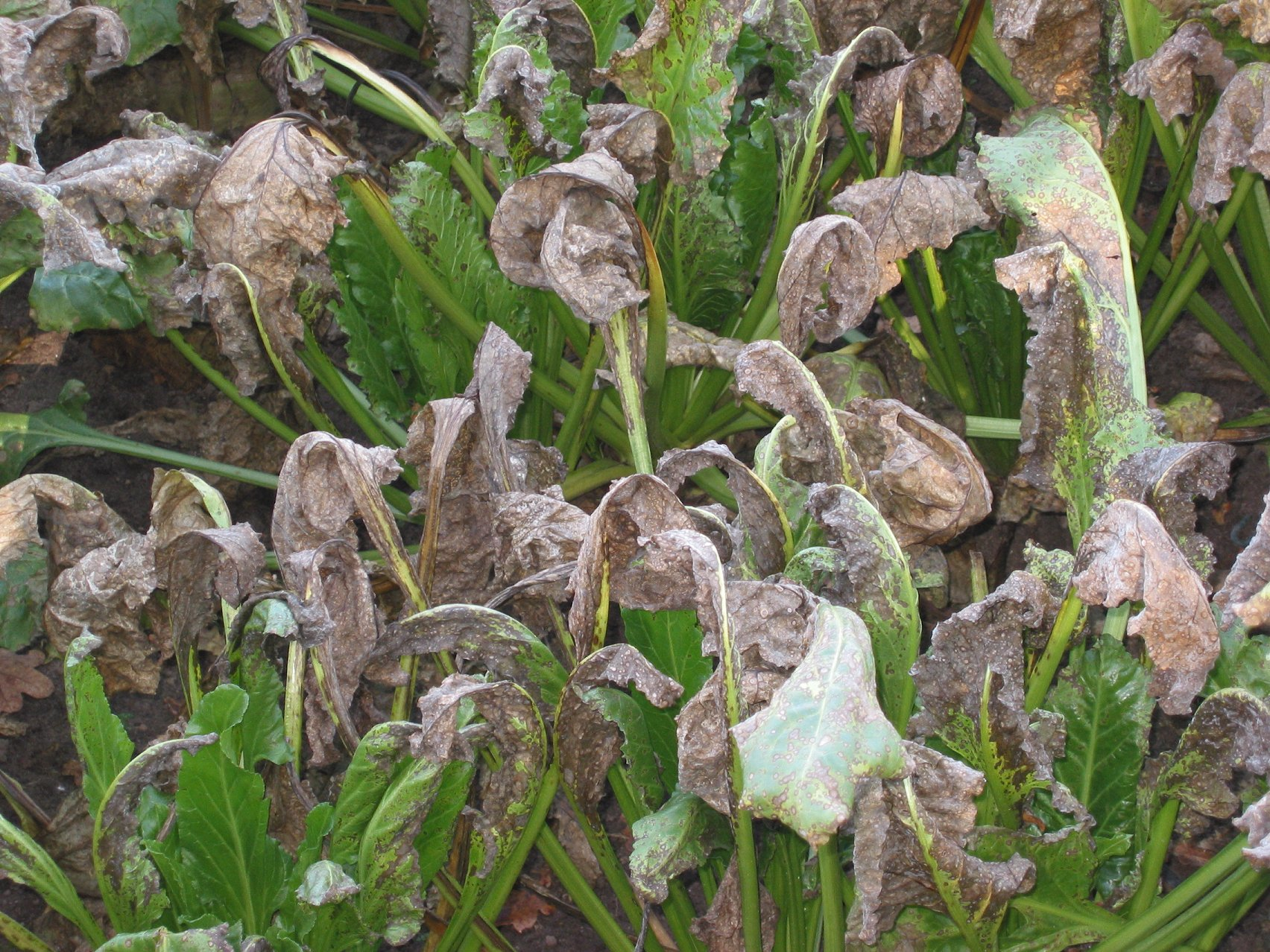
Cercospora
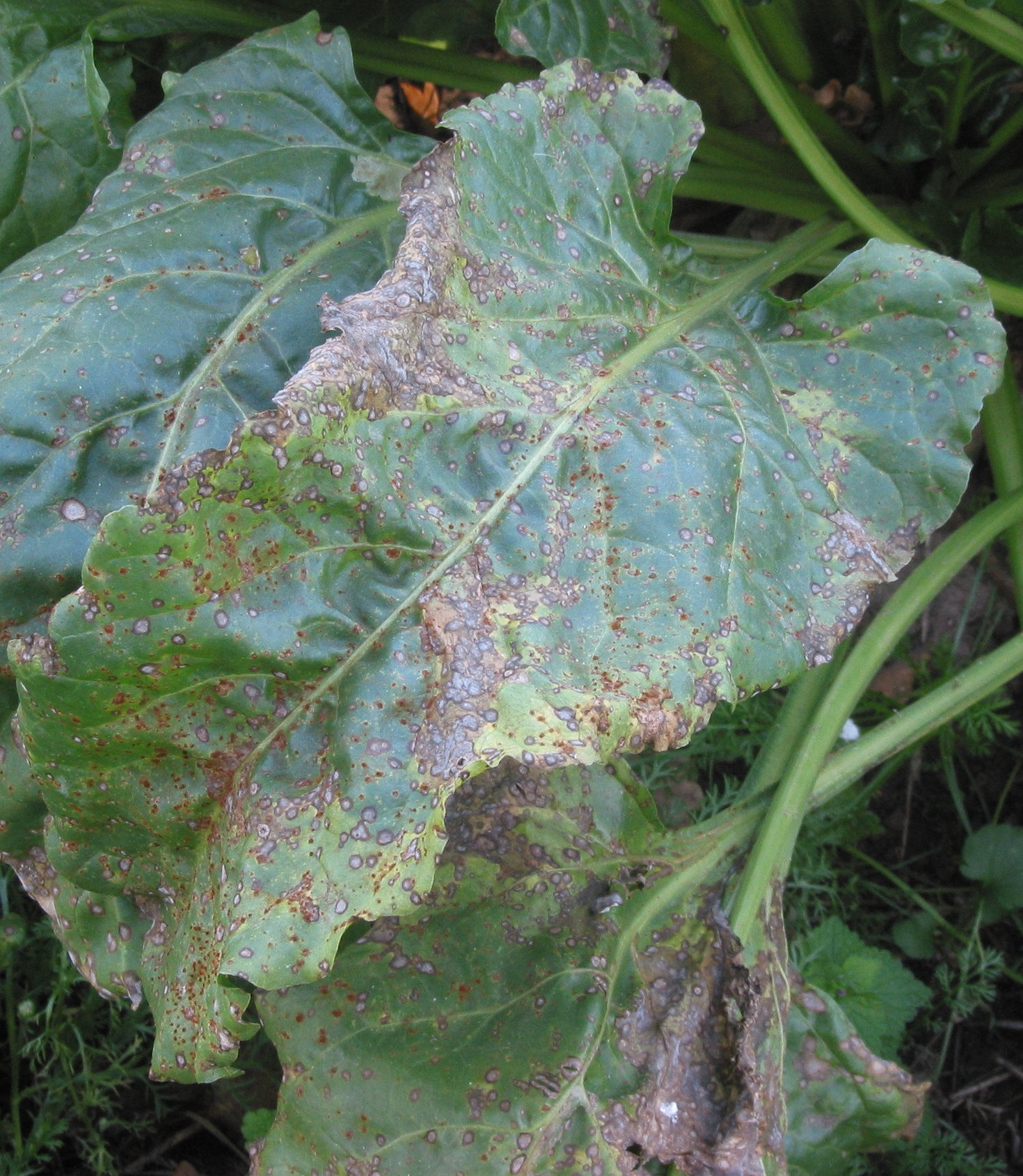
Cercospora (detail)